# Светимость ускорителя
Свети́мость — в экспериментальной физике элементарных частиц, параметр ускорителя, характеризующий интенсивность столкновения частиц пучка с частицами фиксированной мишени (или интенсивность столкновения частиц двух встречных пучков в случае коллайдеров). Светимость L измеряется в количестве частиц на единицу площади за единицу времени (размерность см−2·с−1 в СГС, м−2·с−1 в СИ, часто используются также внесистемные единицы барн−1·с−1). При умножении сечения σр какой-либо реакции на светимость получается средняя частота протекания этой реакции на данном коллайдере {\displaystyle {\dot {N}}_{\text{р}}=L\cdot \sigma _{\text{р}}}.
Связанная величина — интегральная светимость Li, представляющая собой интеграл по времени от светимости за время эксперимента:
{\displaystyle L_{\text{i}}=\int Ldt.}
Интегральная светимость является мерой количества данных, накопленных за время ускорительного эксперимента или цикла экспериментальных измерений. Она выражается в обратных единицах площади (см−2, м−2 или чаще в обратных барнах, обратных микробарнах, обратных фемтобарнах и т. д.) и имеет физический смысл среднего количества частиц пучка, прошедших через единицу площади мишени (или через единицу площади поперечного сечения встречного пучка) в области взаимодействия за время измерений. Не следует путать интегральную светимость ускорителя с интегральной светимостью астрономического источника (энергией, излучаемой источником за единицу времени во всём диапазоне частот).
Светимость Большого адронного коллайдера во время первых недель работы пробега была не более 1029 протонов/(см2·с), но она продолжала постоянно повышаться, пока в 2017 году не было достигнуто целевое значение светимости в 2,1⋅1034 протонов/(см2·с), что по порядку величины соответствует светимостям BaBar (SLAC, США) и Belle (KEK, Япония). Коллайдеру KEKB на 2017 год принадлежал мировой рекорд светимости для ускорителей с встречными пучками — 2,11⋅1034 см−2·с−1, на 2020 год он (в варианте SuperKEKB) достиг нового рекордного значения 2,4⋅1034 см−2·с−1, а 8 июня 2022 на нём достигнута светимость 4,65⋅1034 см−2·с−1.
Ниже представлено несколько примеров светимости конкретных действующих и планируемых ускорителей:
| Коллайдер        | Взаимодействующие частицы | L (см−2·с−1) |
| ---------------- | ------------------------- | ------------ |
| SPS              | p + p                     | 6,0⋅1030     |
| Tevatron         | p + p                     | 4,0⋅1032     |
| HERA             | p + e+                    | 4,0⋅1031     |
| LEP              | e− + e+                   | 1,0⋅1032     |
| PEP              | e− + e+                   | 3,0⋅1033     |
| KEKB             | e− + e+                   | 2,1⋅1034     |
| SuperKEKB        | e− + e+                   | 4,65⋅1034    |
| SuperKEKB (план) | e− + e+                   | 8⋅1035       |
| LHC              | p + p                     | 2,1⋅1034     |
| LHC              | p + Pb                    | 8,5⋅1029     |
| LHC              | Pb + Pb                   | 6,1⋅1027     |
| HL-LHC           | p + p                     | 5,0⋅1034     |